# Liga Fut 7 de 2012
A Liga Fut 7 de 2012 foi a primeira edição do desta competição nacional de futebol society. Dezesseis equipes participam da competição, disputada em três fases.

## Primeira fase

### Grupo A
|   | Time        | Pts | J | V | E | D | GP | GC | SG |
| - | ----------- | --- | - | - | - | - | -- | -- | -- |
| 1 | Cruzeiro    | 6   | 3 | 2 | 0 | 1 | 9  | 6  | +3 |
| 2 | Fluminense  | 6   | 3 | 2 | 0 | 1 | 7  | 4  | +3 |
| 3 | Coritiba    | 3   | 3 | 1 | 0 | 2 | 6  | 5  | +1 |
| 4 | Juventus-SP | 3   | 3 | 1 | 0 | 2 | 3  | 10 | -7 |

### Grupo B
|   | Time                | Pts | J | V | E | D | GP | GC | SG |
| - | ------------------- | --- | - | - | - | - | -- | -- | -- |
| 1 | Vasco da Gama       | 9   | 3 | 3 | 0 | 0 | 14 | 5  | +9 |
| 2 | Atlético Paranaense | 6   | 3 | 2 | 0 | 1 | 8  | 10 | -2 |
| 3 | Figueirense         | 3   | 3 | 1 | 0 | 2 | 6  | 6  | 0  |
| 4 | São Paulo           | 0   | 3 | 0 | 0 | 3 | 7  | 14 | -7 |

### Grupo C
|   | Time            | Pts | J | V | E | D | GP | GC | SG  |
| - | --------------- | --- | - | - | - | - | -- | -- | --- |
| 1 | Botafogo        | 9   | 3 | 3 | 0 | 0 | 15 | 4  | +11 |
| 2 | Palmeiras       | 6   | 3 | 2 | 0 | 1 | 9  | 6  | +3  |
| 3 | América Mineiro | 3   | 3 | 1 | 0 | 2 | 10 | 7  | +3  |
| 4 | Paraná          | 0   | 3 | 0 | 0 | 3 | 3  | 20 | -17 |

### Grupo D
|   | Time          | Pts | J | V | E | D | GP | GC | SG |
| - | ------------- | --- | - | - | - | - | -- | -- | -- |
| 1 | Flamengo      | 9   | 3 | 3 | 0 | 0 | 13 | 6  | +7 |
| 2 | Corinthians   | 6   | 3 | 2 | 0 | 1 | 9  | 11 | -2 |
| 3 | Avaí          | 3   | 3 | 1 | 0 | 2 | 10 | 11 | -1 |
| 4 | Rio Branco-ES | 0   | 3 | 0 | 0 | 3 | 5  | 9  | -4 |

## Segunda fase

### Grupo 1
|   | Time          | Pts | J | V | E | D | GP | GC | SG |
| - | ------------- | --- | - | - | - | - | -- | -- | -- |
| 1 | Vasco da Gama | 6   | 3 | 2 | 0 | 1 | 11 | 7  | +4 |
| 2 | Cruzeiro      | 4   | 3 | 1 | 1 | 1 | 7  | 7  | 0  |
| 3 | Palmeiras     | 4   | 3 | 1 | 1 | 1 | 6  | 12 | -6 |
| 4 | Flamengo      | 3   | 3 | 1 | 0 | 2 | 7  | 5  | +2 |

| Vasco da Gama | 7 – 0 | Palmeiras     |
| Flamengo      | 0 – 2 | Cruzeiro      |
| Vasco da Gama | 3 – 1 | Cruzeiro      |
| Palmeiras     | 2 – 1 | Flamengo      |
| Cruzeiro      | 4 – 4 | Palmeiras     |
| Flamengo      | 6 – 1 | Vasco da Gama |

### Grupo 2
|   | Time                | Pts | J | V | E | D | GP | GC | SG |
| - | ------------------- | --- | - | - | - | - | -- | -- | -- |
| 1 | Fluminense          | 7   | 3 | 2 | 1 | 0 | 9  | 5  | +4 |
| 2 | Botafogo            | 6   | 3 | 2 | 0 | 1 | 7  | 6  | +1 |
| 3 | Corinthians         | 4   | 3 | 1 | 1 | 1 | 12 | 10 | +2 |
| 4 | Atlético Paranaense | 0   | 3 | 0 | 0 | 3 | 7  | 14 | -7 |

| Botafogo            | 3 – 2 | Atlético Paranaense |
| Fluminense          | 3 – 3 | Corinthians         |
| Corinthians         | 3 – 4 | Botafogo            |
| Fluminense          | 5 – 2 | Atlético Paranaense |
| Atlético Paranaense | 3 – 6 | Corinthians         |
| Botafogo            | 0 – 1 | Fluminense          |

## Semifinais
| 21 de julho | Fluminense | 5 – 1 | Cruzeiro | Arena Sapucaí, Rio de Janeiro |
| 12:00       |            |       |          |                               |

| 21 de julho | Vasco da Gama | 0 – 2 | Botafogo | Arena Sapucaí, Rio de Janeiro |
| 13:15       |               |       |          |                               |

## Disputa do 3º Lugar
| 22 de julho | Cruzeiro | 3 – 4 | Vasco da Gama | Arena Sapucaí, Rio de Janeiro |
| 10:30       |          |       |               |                               |

## Final
| 22 de julho | Botafogo | 5 – 2 | Fluminense | Arena Sapucaí, Rio de Janeiro |
| 12:00       |          |       |            |                               |

## Premiação[1]
| Campeão da Liga Fut 7 de 2012 |
| ----------------------------- |
| Botafogo (1º título)          |

### Individuais
| Artilheiro:         | Bola de Ouro:       | Bola de Prata:        | Bola de Bronze: | Melhor Goleiro:           | Melhor Técnico:           |
| ------------------- | ------------------- | --------------------- | --------------- | ------------------------- | ------------------------- |
| Luizinho (Botafogo) | Luizinho (Botafogo) | Paulinho (Fluminense) | Duda (Botafogo) | Rafael Banha (Fluminense) | Dabalcy Soares (Botafogo) |

### Seleção da Copa
Rafael Banha (Fluminense), Paulinho (Botafogo), Kadu (Fluminense), Luizinho (Botafogo), Felipe Facão (Vasco), Paulinho (Fluminense) e Duda (Botafogo).